# Forschungsinstitut Betriebliche Bildung

Logo des F-BB

Das Forschungsinstitut Betriebliche Bildung (f-bb) arbeitet im Bereich der anwendungsorientierten Berufsbildungsforschung. Es besteht seit 2003 und beschäftigt derzeit etwa 160 Mitarbeiter an fünf Standorten. Damit ist das f-bb (Rechtsform: gemeinnützige GmbH) eine der großen außeruniversitären Einrichtungen der Berufsbildungsforschung in Deutschland. Es hat seinen Hauptsitz in Nürnberg mit Büros in Berlin, Chemnitz, Magdeburg und Potsdam. Geschäftsführerin ist Dr. Iris Pfeiffer. Einziger Gesellschafter ist das Bildungswerk der Bayerischen Wirtschaft (bbw-Gruppe), das seinerseits eine Organisation der bayerischen Arbeitgeberverbände ist.
Das f-bb führt empirische Erhebungen, Expertisen und Gestaltungsprojekte durch und begleitet Projekte und Programme wissenschaftlich. Seine Schwerpunkte liegen in folgenden Bereichen: Berufliche Kompetenzen feststellen und entwickeln, Übergänge und Durchlässigkeit des Berufsbildungssystems, Migration und Arbeitsmarkt, Digitalisierung und dessen Auswirkung auf Berufe, Berufsbildung international, Inklusion und berufliche Rehabilitation sowie Innovationen in der Berufsbildung. Außerdem betreibt es zusammen mit der Friedrich-Alexander-Universität Erlangen-Nürnberg den Master-Studiengang Personal und Organisation. Die Forschungsprojekte werden weitgehend aus Mitteln der Ressortforschung gefördert, d. h. durch Bundes- und Landesministerien und die Europäische Kommission, daneben von Unternehmen, Verbänden und anderen Organisationen. 
Regelmäßige Tätigkeiten umfassen: 
- Grundlagenforschung,
- die Durchführung von Modellprojekten zur beruflichen Bildung,
- die Konzipierung und Erprobung digitaler Lernmaterialien und -inhalte,
- die Erstellung von Fallstudien, empirischen Erhebungen und Evaluationen,
- die wissenschaftliche Begleitung von Programmen und Modellprojekten des Bundesministeriums für Bildung und Forschung (BMBF), des Bundesministeriums für Arbeit und Soziales (BMAS), anderer Ministerien und des Bundesinstituts für Berufsbildung (BIBB).

Das Institut veröffentlicht Projektergebnisse durch Fachtagungen, auf seiner eigenen Homepage, in thematischen Internet-Portalen und in Fachpublikationen. Es gibt zwei Schriftenreihen heraus: "Wirtschaft und Bildung" und "Leitfaden für die Bildungspraxis". 
Unter anderem ist das f-bb Mitglied der Arbeitsgemeinschaft Berufsbildungsforschungsnetz (AGBFN), im Arbeitskreis SchuleWirtschaft sowie im Nationalen Forum Beratung und Bildung, Beruf und Beschäftigung. 
Seit Januar 2011 betreibt das f-bb die Fachstelle Beratung und Qualifizierung im Netzwerk „Integration durch Qualifizierung (IQ)“. Ziel des Projekts ist, die Arbeitsmarktintegration von Personen mit Migrationshintergrund zu verbessern. Ein anderes Projekt mit langem zeitlichen Horizont ist das DQR-Büro. Im Rahmen der Entwicklung des Deutschen Qualifikationsrahmens für lebenslanges Lernen (DQR) leistet das f-bb seit 2007 verschiedene unterstützende Dienstleistungen. In diesem Zusammenhang ist außerdem noch das seit 2006 laufende Projekt „Jobstarter – Regionalbüro Süd“ zu nennen. Ziel ist hierbei, dauerhafte und nachhaltige Unterstützungsstrukturen für KMU in der Region zu etablieren, um Jugendliche in Ausbildung zu integrieren. 